# Anastassija Gennadijewna Sagoruiko
Anastassija Gennadijewna Sagoruiko geb. Romanowa (russisch Анастасия Геннадиевна Загоруйко (Романова); * 15. Oktober 1988 in Sawodoukowsk) ist eine russische Biathletin.
Sagoruiko nahm 2006 in Presque Isle an ihren ersten Biathlon-Juniorenweltmeisterschaften teil und belegte die Plätze 34 im Sprint (sieben Fehler) und 33 in der Verfolgung (neun Fehler). 2007 folgten nur Starts im Biathlon-Europacup der Junioren, wo 2008 erste einstellige Ergebnisse zustande kamen. 2008 nahm Sagoruiko auch zum zweiten Mal an Junioren-Weltmeisterschaften, dieses Mal in Ruhpolding, teil. Im Einzel wurde die Russin 14., Zehnte im Sprint, 15. der Verfolgung und mit Julija Korniljuk und Olga Wiluchina gewann sie im Staffelrennen hinter den Vertretungen aus Deutschland und Frankreich die Bronzemedaille. Im Sommer nahm sie auch an den Wettbewerben der Junioren der Sommerbiathlon-WM in der Haute-Maurienne teil und belegte auf Skirollern die Ränge neun im Sprint und 19 im Verfolgungsrennen. Nächstes Großereignis wurden für Sagoruiko die erfolgreichen Junioren-Weltmeisterschaften 2009 in Canmore, wo sie nicht nur Zehnte im Sprint und 17. der Verfolgung wurde, sondern auch hinter Nicole Wötzel im Einzel und mit Anastassija Kalina und Olga Wiluchina im Staffelwettbewerb hinter den Tschechen die Silbermedaillen gewann. Noch erfolgreicher wurden die Biathlon-Europameisterschaften 2009 der Junioren in Ufa. Sagoruiko belegte die Plätze sechs im Einzel, verpasste als Vierte im Sprint knapp eine Medaille, gewann hinter Wiluchina Silber in der Verfolgung und mit Kalina und Wiluchina den Titel im Staffelrennen. Die letzten Junioren-Rennen bestritt die Russin im Rahmen der Sommerbiathlon-Weltmeisterschaften 2009 in Oberhof, wo sie bei den Wettkämpfen auf Skirollern im Sprint hinter Megan Tandy und Karina Sawossik Bronze, im Sprint hinter Tandy Silber und mit in der Mixed-Staffel Gold gewann.
Die ersten Einsätze im Leistungsbereich bei den Frauen folgten für Sagoruiko 2010 im IBU-Cup. Dort bestritt sie ihr erstes Rennen in Altenberg, beim Sprint erreichte sie den 20. Rang. Weitere Einsätze folgten in Nové Město na Moravě, wo die Russin im Einzel mit Rang fünf eine bislang beste Platzierung in der Rennserie erreichte. Erstes Großereignis wurden die Biathlon-Europameisterschaften 2010 in Otepää, bei denen sie im Einzel eingesetzt wurde und auf den 35. Platz kam. Als Vertretung der Oblast Tjumen gewann sie bei den Russischen Meisterschaften des Jahres mit Anna Bulygina, Julija Korniljuk und Marija Sadilowa hinter Sibirien die Silbermedaille. Weitere Erfolge folgten bei den Biathlon-Europameisterschaften 2012 in Osrblie, wo Sagoruiko den Titel im Einzel gewann, Achte des Sprints wurde und hinter Olena Pidhruschna und Walentyna Semerenko die Bronzemedaille im Verfolgungsrennen gewann sowie als Startläuferin mit Alexandra Alikina, Jewgenija Seledzowa und Jekaterina Schumilowa hinter der Ukraine und vor Deutschland im Staffelrennen Vizeeuropameisterin wurde. Wenig später folgte in Kontiolahti das Debüt im Weltcup. Sagoruiko verpasste im Sprint als 44. noch die Punkteränge, konnte aber im Verfolgungsrennen als 26. erstmals Punkte gewinnen.

## Statistik

### Platzierungen im Biathlon-Weltcup
Die Tabelle zeigt alle Platzierungen (je nach Austragungsjahr einschließlich Olympische Spiele und Weltmeisterschaften).
- 1.–3. Platz: Anzahl der Podiumsplatzierungen
- Top 10: Anzahl der Platzierungen unter den ersten zehn (einschließlich Podium)
- Punkteränge: Anzahl der Platzierungen innerhalb der Punkteränge (einschließlich Podium und Top 10)
- Starts: Anzahl gelaufener Rennen in der jeweiligen Disziplin
- Staffel: inklusive Mixed- und Single-Mixed-Staffeln

| Platzierung         | Einzel | Sprint | Verfolgung | Massenstart | Staffel | Gesamt |
| ------------------- | ------ | ------ | ---------- | ----------- | ------- | ------ |
| 1. Platz            |        |        |            |             |         |        |
| 2. Platz            |        |        |            |             |         |        |
| 3. Platz            |        |        |            |             | 1       | 1      |
| Top 10              |        |        |            |             | 2       | 2      |
| Punkteränge         | 2      | 3      | 6          |             | 3       | 14     |
| Starts              | 3      | 11     | 7          |             | 3       | 24     |
| Stand: Karriereende |        |        |            |             |         |        |